# أيتا ماري
أيتا ماري هي قرية تقع في إقليم كوفاسنا في رومانيا.